# Francesco Molinari (politico)
Francesco Molinari (Santeramo in Colle, 2 ottobre 1964) è un politico italiano.

## Biografia
Nato a Santeramo in Colle, in provincia di Bari, ma vive a Rende, in provincia di Cosenza.

### Elezione a senatore
Alle elezioni politiche del 2013 viene candidato al Senato della Repubblica, tra le liste del Movimento 5 Stelle nella circoscrizione Calabria, ed eletto senatore della XVII legislatura della Repubblica. Sostituisce Mario Michele Giarrusso come vice-capogruppo del M5S al Senato insieme alla collega Laura Bottici, dal 10 gennaio 2013 al 13 aprile 2014.
Il 26 gennaio 2015 annuncia, assieme ad altri 9 deputati (Tancredi Turco, Walter Rizzetto, Mara Mucci, Aris Prodani, Samuele Segoni, Eleonora Bechis, Marco Baldassarre, Sebastiano Barbanti, Gessica Rostellato), la sua fuoriuscita dal Movimento 5 Stelle, accusandolo di fare una opposizione "duramente distruttiva, becera, casinista", ma a differenza degli altri deputati che sono immeediate, Molinari lo farà solo dopo l'elezione del presidente della Repubblica, aderendo successivamente al gruppo misto al Senato.
A luglio 2016 passa all'Italia dei Valori (IdV) di Ignazio Messina, passando così nella maggioranza di governo, diventando poi Responsabile regionale dell'IdV in Calabria.